# محمد نصار
اللواء طبيب محمد محمود نصار (1912 ـ 11 مايو 2005 ) هو طبيب وضابط وسياسي مصري، شغل منصب وزير صحة الإقليم المصري إبان فترة الوحدة مع سوريا.

## حياته العملية
حصل نصار على بكالوريوس الطب والجراحة سنة 1936، ثم صار ملازمًا بالجيش، وتدرج في الرتب العسكرية حتى وصل إلى رتبة لواء طبيب. كان مديرًا لمستشفى ألماظة، ثم مديرًا للخدمات الطبية بالقوات المسلحة، ثم رئيسًا لاتحاد نقابات المهن الطبية سنة 1957، ثم شغل منصب وزير الصحة العمومية بالمجلس التنفيذي للإقليم الجنوبي في الجمهورية العربية المتحدة، في وزارة نور الدين طراف، في الفترة من 7 أكتوبر 1958 إلى 15 أغسطس 1961، ثم صار أول رئيس للهيئة العامة للتأمين الصحي في الفترة من 19 سبتمبر 1964 إلى 10 فبراير 1972.